# ORP Orzeł (291)
El ORP Orzeł (291) es un submarino de clase Kilo perteneciente a la Armada de la República Polaca, es el tercer buque de guerra en portar el citado nombre. 
Actualmente es el único submarino de clase Kilo de la armada polaca y uno de los dos que está en activo en armadas pertenecientes a la OTAN.